# 征海美亜
征海 美亜（いくみ みあ、1979年3月27日 - 2022年3月7日）は、日本の漫画家。旧名義は征海 未亜（読み同じ）。
大阪府出身。主に『なかよし』（講談社）などで活動。代表作は、アニメ化もされた『東京ミュウミュウ』（原案・講談社、シナリオ・吉田玲子）など。

## 略歴
- 1997年 - 「ウサギの降らす星」が第24回なかよし新人まんが賞を受賞し、「るんるん 1998年1月号」（講談社）に掲載され、デビュー。
- 1998年 - 『なかよし』にて、『スーパードール★リカちゃん』（コミカライズ）の連載を開始。（ - 1999年）
- 2000年 - 『なかよし』にて、『東京ミュウミュウ』の連載を開始。（ - 2004年）
- 2002年 - 『東京ミュウミュウ』がアニメ化される。第一話では本人も女子生徒役として声をあてている。（テレビ愛知制作）
- 2002年 - ゲームボーイアドバンスとプレイステーションで『東京ミュウミュウ』がゲーム化される。（ともにタカラ）
- 2004年 - 『Asuka』（角川書店）にて『リピュア〜Repure〜』を連載。
- 2004年 - 『なかよしラブリー』（講談社）にて『wish たったひとつの願いごと』をシリーズ連載。
- 2005年 - 『コミデジ』にて『恋きゅー♥』を連載。
- 2006年 - 『コミデジ』からリニューアルされた『コミデジ+』にて『恋きゅー♥』を継続して連載。
- 2019年 - ペンネームを「征海 未亜」から「征海 美亜」に変更。
- 2022年 - 3月7日、くも膜下出血により死去。訃報は14日に『なかよし』公式サイトで公表された[3]。告別式等は近親者のみで執り行われた[3]。

## 作品リスト
- スーパードール★リカちゃん（1998年-1999年、なかよし他連載。1999年、KCなかよし 全2巻）
- 東京ミュウミュウ（講談社原案、吉田玲子シナリオ。2000年-2003年、なかよし他連載。KCなかよし 全7巻）
  - 東京ミュウミュウ あ・ら・もーど（講談社原案。2003年-2004年、なかよし他連載。2003年-2004年、KCなかよし 全2巻）
- リピュア〜Repure〜（2004年、Asuka連載。2004年、あすかコミックス 全1巻）
- Wish 〜たったひとつの願いごと〜 （2004年-2005年、なかよしラブリー連載。2005年、KCなかよし 全1巻）
- 恋きゅー♥（2005年-2008年、コミデジおよびコミデジ+連載。2006年、コミデジコミックス 全5巻）